# Хауэлл, Дэниел
Дэниел Джеймс Хауэлл (род. 11 июня 1991) — британский видеоблогер и бывший радиоведущий. Наиболее известен благодаря созданному каналу на YouTube под названием «Daniel Howell» (ранее известный как «danisnotonfire»), который насчитывает более 6 миллионов подписчиков. Вместе со своим другом Филом Лестером представлял вечернее воскресное развлекательное шоу «Dan and Phil» на BBC Radio 1 с января 2013 до августа 2014, а также «Internet Takeover» с сентября 2014 года, написал книгу «The Amazing Book Is Not On Fire», совершил мировой тур по Великобритании, США, Австралии и некоторым странам Европы. Дэн вместе с Филом Лестером выпустили книгу «Dan and Phil Go Outside», где были размещены эксклюзивные фотографии их тура и повседневной жизни. 14 сентября 2020 года объявил о своей книге о психическом здоровье «You Will Get Through This Night».

## Биография
До начала карьеры на YouTube в 16 лет он работал в торговых сетях Focus DIY, затем – в супермаркете Asda. После окончания The Forest School в 2009, Хауэлл взял перерыв, в течение которого в качестве хобби начал публиковать видео на свой канал. В 2010-м году он поступил в Манчестерский университет на юридический факультет, но бросил его в 2011-м из-за отсутствия интереса к предмету, выбрав видеоблоггинг.
С августа 2011 Дэн живёт c ютубером Филом Лестером. В июле 2012 они переехали в Лондон.
 13 июня 2019 года, в месяц гордости «ЛГБТ-сообщества, сделал каминг-аут, публично заявив о своей гомосексуальности на своём YouTube канале. Себя он позиционирует скорее как «квир». Также Дэн отметил, что не собирается делать свою личную жизнь достоянием общественности и желает сохранить её неприкосновенной, но подтвердил отношения со своим лучшим другом Филом Лестером.

## Карьера

### YouTube
Дэн загрузил своё первое видео «HELLO INTERNET» на YouTube 16 октября 2009 года. Фил Лестер помогал ему справиться с нерешительностью регулярно выкладывать видео на канал.
Также у Дэна есть второй канал - danisnotinteresting, который имеет около 1,65 миллионов подписчиков и 56 миллионов просмотров по данным на ноябрь 2023 года.
В 2010 и 2011 Дэн и Фил приняли участие в прямом эфире интернет-вещания «Stickaid», целью которого являлся сбор средств в поддержку благотворительной организации ЮНИСЕФ.
В 2012 году Дэн выиграл конкурс YouTube «SuperNote», ведущими которого были Ретт и Линк. Дэн также был «участником» видео Becoming YouTube, созданного Бенджамином Куком, которая показывает другие стороны становления интернет-знаменитостью.
В ноябре 2014 года Хауэлл выиграл The Lovie Awards в номинации Lovie Internet Video Person of the Year, награда была вручена ему на церемонии в Лондоне.
Дэн и Фил сотрудничали с YouTube на канале Damn Channel в программе под названием The Super Amazing Project, в котором они расследовали паранормальные события. В октябре 2014 года было объявлено, что по состоянию на этот месяц дуэт не может продолжать работать на проекте, поэтому они прекратили съёмки, чтобы сосредоточиться хостинге радио-шоу. Позже было объявлено, что The Super Amazing Project мог бы продолжать существовать, но при других ведущих.
12 сентября 2014 года Хауэлл и Лестер опубликовали первое видео на их новом игровом YouTube канале DanandPhilGAMES. 8 марта 2015 года канал собрал 1 миллион подписчиков. В данный момент является самым быстрорастущий каналом на YouTube. На декабрь 2016 число подписчиков канала — около 2,5 миллиона.
1 апреля 2015 года Дэн и Фил запустили спин-офф канал под названием DanAndPhilCRAFTS, как первоапрельскую шутку. На нём всего три видео, по одному на 1 апреля каждого года. Канал набрал 154 000 подписчиков и 500 000 просмотров видео за одну неделю.
1 мая 2017 года Дэн опубликовал видео на канале, где рассказал о том, почему он изменил название своего канала danisnotonfire на Daniel Howell.

### BBC Radio 1
В январе 2013 года Дэн и Фил стали ведущими на BBC Radio 1 для вечернего воскресного развлекательного шоу. Они ранее взаимодействовали с радиостанциями, презентуя на YouTube две Рождественские трансляции. Шоу было разработано, чтобы вести интерактивные беседы с аудиторией, с участием любительских музыкальных клипов и исполнения песен в прямом эфире. После четырёх месяцев от начала шоу, оно выиграло the Sony Golden Headphones award.
Дэн и Фил представлены на Teen Awards в 2013 и 2014 году в рамках BBC online coverage и их шоу на Radio 1.
В августе 2014 года было объявлено, что последний выпуск Dan and Phil будет транслироваться 24 августа, а дуэт будет вести другое шоу, транслируемое вечером по понедельникам. Хауэлл и Лестер вели шоу Internet Takeover в первый понедельник каждого месяца до его завершения в апреле 2016.

### Телевидение и кино
В 2014 году Хауэлл и Лестер провели всемирную прямую трансляцию на YouTube Brit Awards, а также сделали закадровое видео для своего канала.
В 2015 Дэн вместе с Филом, озвучили двух второстепенных персонажей в британской версии мультфильма «Город Героев» компании Дисней.
В декабре 2016 года Дэн и Фил озвучили двух принцев-горилл по имени Маджинуни и Хафифу в эпизоде "Гориллы-потеряшки" в мультсериале Хранитель Лев [34].

## Личная жизнь
В его видео «Basically I'm gay» Дэн рассказал о своей ориентации, определив себя как гея и квир-персону. В интервью журналу «Attitude» Дэн рассказал, что испытывал трудности с принятием себя, а также поведал о своих ментальных проблемах.

## The Amazing Book Is Not On Fire
Популярным среди фанатов является сокращение TABINOF.
26 марта 2015 года Дэн и Фил официально сообщили о своей первой книге, выпустив к ней одноимённый трейлер The Amazing Book Is Not On Fire.
В Великобритании релиз состоялся 8 октября 2015 года, по всему миру — 15 октября 2015 года издательствами Ebury Press и Random House Children’s Books.
В связи с выпуском книги Дэн и Фил в октябре и ноябре 2015 года путешествовали по Великобритании, проводя автограф-сессии в рамках тура The Amazing Tour Is Not On Fire. Книга была продана тиражом 26 745 копий в Великобритании в первую неделю релиза, возглавив список General Hardbacks Sunday Times Bestsellers. Книга также стала № 1 New York Times Bestseller в the young adult hardcover.
Она также была переведена на русский язык под названием «The Amazing Book Is Not On Fire: История Youtube-сенсаций Дэна и Фила».
С 2016 года они расширили свой тур, сделав его почти мировым, включив туда США, Австралию, Ирландию, Швецию и Германию.

## Dan and Phil Go Outside
Дэн и Фил анонсировали выпуск новой книги Dan And Phil Go Outside (также известную как DaPGO). Книга вышла в ноябре 2016 года состоит из коллекции фотографий из их тура, дополненных комментариями.

## TATINOF and The Story Of TATINOF
В 2016 году Дэн и Фил выложили на канал видеозапись шоу «The Amazing Tour is Not On Fire» и документальный фильм о его создании.

## Interactive Introverts
В ноябре 2017 года Дэн и Фил анонсировали их второй мировой тур под названием "Interactive Introverts", который прошёл в 2018 году. В ходе этого тура Хауэлл и Лестер посетили такие страны, как Россия, Великобритания, Ирландия, Голландия, Германия, Польша, Финляндия, Швеция, США, Канада, Австралия, Новая Зеландия, Филиппины, Гонконг, Сингапур, Индия, Бразилия.

## You Will Get Through This Night
14 сентября 2020 года Дэн выложил в свой Твиттер трейлер книги, посвящённой ментальному здоровью, You Will Get Through This Night, которая выйдет в мае 2021 года, и создал сайт книги, где можно сделать предзаказ. 

## Награды и номинации
| Год  | Награда                                       | Номинант                                                               | Итог      |
| ---- | --------------------------------------------- | ---------------------------------------------------------------------- | --------- |
| 2013 | Sony Golden Headphones Award                  | Dan and Phil on BBC Radio 1                                            | Победа    |
| 2014 | Teen Choice Award — Web Collaboration         | The Photo Booth Challenge                                              | Номинация |
| 2014 | Lovie Internet Video Person of the Year Award | Дэн Хауэлл                                                             | Победа    |
| 2016 | BONCA's awards 2016                           | The Amazing Tour is Not On Fire- Dan Howell & Phil Lester              | Победа    |
| 2016 | BONCA's awards 2016                           | Phil is not on fire 7 – Phil Lester and Dan Howell                     | Победа    |
| 2016 | BONCA's awards 2016                           | Phil Lester                                                            | Победа    |
| 2016 | BONCA's awards 2016                           | Internet Support Group - Daniel Howell                                 | Номинация |
| 2016 | BONCA's awards 2016                           | A Day in the Life of Dan and Phil in AUSTRALIA! - AmazingPhil          | Номинация |
| 2016 | BONCA's awards 2016                           | The Dan and Phil 3D Audio Experience (Audiobook Trailer!) - Dan Howell | Номинация |
| 2016 | BONCA's awards 2016                           | Dan & Phil's story of TATINOF - Dan Howell & Phil Lester               | Номинация |

## Цитаты
«We are real best friends. Companions through life. Like actual soulmates» - Дэн в «Basically I'm gay» о Филе.